# Verfassungsklage
Die Verfassungsklage (englisch constitutional suit, complaint of unconstitutionality) ist in den USA eine Klage, mit der die Verfassungswidrigkeit von Rechtsnormen (Gesetze, Verordnungen) oder Rechtsakten vor Gerichten angefochten wird.

## Allgemeines
Eine Verfassungsklage in Form einer Klage ist in vielen anderen Staaten eine unzulässige Erweiterung des fachgerichtlichen Instanzenzuges. Deshalb ist meist von Verfassungsbeschwerde die Rede, die einen außerordentlichen Rechtsbehelf darstellt und kein (weiteres) Rechtsmittel ist. In den USA gibt es dagegen lediglich eine allgemeine Gerichtsbarkeit, die in allen Instanzen über Zivilrecht, Strafrecht oder Verwaltungsrecht entscheidet; eine Fachgerichtsbarkeit wie in europäischen Staaten gibt es dagegen nicht.
Eine eigenständige Verfassungsgerichtsbarkeit hängt davon ab, ob in einem Staat das Einheits- oder Trennungsmodell vorhanden ist. Im Einheitsmodell ist dies nicht der Fall; über die Verfassungsmäßigkeit des zu überprüfenden Rechtsakts entscheidet ein Gericht der allgemeinen Gerichtsbarkeit (so beispielsweise in den USA, Norwegen oder der Schweiz), im Trennungsmodell hingegen ein besonderes Gericht (Deutschland, Österreich, Italien). Das Einheitsmodell kennt lediglich eine konkrete Normenkontrolle (USA, Schweiz), das Trennungsmodell gewährt auch die Möglichkeit, Rechtsakte in einem eigenen verfassungsgerichtlichen Verfahren außerhalb eines konkreten Gerichtsverfahrens zu überprüfen (sog. abstrakte Normenkontrolle; Deutschland, Österreich). Auch Mischformen sind möglich. Im Einheitsmodell ist die Verfassungsgerichtsbarkeit also organisatorisch-institutionell nicht verselbständigt, sondern wird von der ordentlichen Gerichtsbarkeit ausgeübt.

## Gerichtssystem in den USA
Bundesebene und Bundesstaaten besitzen in den USA eigene Gerichtssysteme, die für die jeweils eigenen Gesetze zuständig sind. Jeder Bundesstaat verfügt über mindestens ein Distriktsgericht (englisch district court), Berufung (englisch vocation, appellation) ist beim Appellationsgericht (englisch court of appeal) möglich, über dem es noch als letzte Instanz den Supreme Court des Bundesstaates und der USA gibt. Er ist höchstes Berufungsgericht und zugleich oberstes Verfassungsgericht eines Bundesstaates bzw. der USA. Außer dem Supreme Court dürfen auch alle anderen Bundesgerichte Verfassungsklagen annehmen und entscheiden.

## Verfassungswidrigkeit
Eine Verfassungsklage ist nur gegen Gerichtsurteile möglich; es muss dann Rechtsschutz vor den allgemeinen Gerichten gesucht werden. Kommt eine untere Instanz zum Ergebnis, dass ein Gesetz oder eine Rechtsnorm verfassungswidrig (englisch unconstitutional) sei, kann ein Antrag auf Prüfung (englisch petition for writ of certiorari) beim Obersten Gerichtshof gestellt werden. Das Writ of Certiorari bezeichnet seit dem Judiciary Act of 1925 einen Verfahrensschritt als Kombination der Zulassung eines eingelegten Rechtsmittels und der Kundgabe des Devolutiveffekts nach außen (Bestätigung der Appellationszulassung). Das Rechtsmittelgericht erlässt in diesem Fall ein writ of certiorari, um die verfassungswidrige Rechtsnorm zu beseitigen oder das verfassungswidrige Verhalten zu rügen und zu verbieten. Verfassungswidrige Gesetze werden in den USA nicht vom Gericht formal aufgehoben (wie in Deutschland nach § 31 Abs. 2 BVerfGG), sondern schlicht als „nichtig“ ignoriert (keine eigentliche Nichtigkeit im Rechtssinn).
Im Fall Marbury v. Madison vom Februar 1803 konstatierte der Oberste Gerichtshof der Vereinigten Staaten das Recht, Bundesgesetze auf ihre Verfassungsmäßigkeit hin zu überprüfen und solche für nichtig zu erklären (englisch judicial review). Nicht zuletzt wegen dieser Entscheidung gewann das Gericht unter Chief Justice John Marshall politische und historische Bedeutung. Der Fall war auch international bemerkenswert, weil er als erster das Konzept der Verfassungsgerichtsbarkeit, wenn auch nicht in dieser Bezeichnung, hervorbrachte.